# TextSecure
TextSecure — мессенджер для Android с открытым исходным кодом, использующий собственный открытый протокол с end-to-end шифрованием. TextSecure позволяет безопасно передавать мгновенные сообщения, файлы и мультимедиа другим пользователями TextSecure и Signal. В приложении имеется возможность проверить личность собеседника путём сравнения отпечатков ключей. TextSecure также позволяет отправлять обычные незашифрованные SMS и MMS и может работать как замена стандартному SMS-приложению Android. Локальную базу сообщений можно зашифровать парольной фразой.
TextSecure совместим с Signal для iOS. Оба приложения разработаны проектом Open Whisper Systems и опубликованы под лицензией GPLv3.

## История

### Whisper Systems и Twitter (2010—2011)
TextSecure создавался как приложение для отправки и получения зашифрованных SMS-сообщений. Бета-версия была выпущена в мае 2010 компанией Whisper Systems, основанной специалистом по компьютерной безопасности Мокси Марлинспайком и робототехником Стюартом Андерсоном. В дополнение к запуску TextSecure, Whisper Systems представили RedPhone — приложение, обеспечивающее шифрование голосовых вызовов. Также были выпущены брандмауэр и инструменты для шифрования других форм данных. На тот момент все эти инструменты были проприетарным программным обеспечением.
28 ноября 2011 года было объявлено, что Твиттер приобрёл Whisper Systems. Сумма сделки не разглашается. Вскоре после приобретения сервис RedPhone стал недоступен. За отключение сервиса Твиттер подвергся критике, которая утверждала, что данное программное обеспечение предназначено для помощи людям в странах с репрессивным режимом, и что это отключение оставило египтян в опасном положении во время событий египетской революции 2011 года.
В декабре 2011 года Твиттер выпустил TextSecure как открытое программное обеспечение под лицензией GPLv3. В июле 2012 года RedPhone также был выпущен под этой лицензией. Позже Марлинспайк покинул Твиттер и основал Open Whisper Systems — открытый проект для продолжения развития TextSecure и RedPhone.

### Open Whisper Systems (2013 — по настоящее время)
В январе 2013 года был запущен сайт Open Whisper Systems. В марте 2013 года начата работа над TextSecure для iOS.
В феврале 2014 года Open Whisper Systems обновили протокол до версии 2, добавив групповые чаты и push-уведомления. К концу июля 2014 года были озвучены планы по объединению RedPhone и TextSecure в универсальное приложение Signal. Это заявление совпало с первым выпуском Signal — версии RedPhone для iOS. Разработчики заявили, что следующими шагами станут обеспечение совместимости сообщений TextSecure с iOS, объединение приложений RedPhone и TextSecure на Android и запуск веб-клиента. Signal стал первым простым в использовании приложением для iOS, позволяющим бесплатно совершать надёжно защищённые голосовые вызовы.
В марте 2015 выпущен Signal 2.0 с поддержкой сообщений TextSecure на iOS. Позднее в том же месяце TextSecure перестал поддерживать шифрование традиционных SMS/MMS-сообщений на Android. Начиная с версии 2.7.0, TextSecure поддерживает только передачу и приём сообщений по собственному протоколу через интернет-соединение. Причины такого решения включают в себя:
- Сложности с процедурой шифрования SMS: пользователям необходимо вручную инициировать обмен ключами, который требуется перед обменом сообщениями
- Проблемы совместимости с iOS: невозможно отправлять и принимать зашифрованные SMS/MMS-сообщения ввиду отсутствия на iOS необходимых API
- Огромное количество метаданных, неизбежно растущих и неконтролируемых при использовании SMS/MMS как канала для передачи сообщений
- Поддержка шифрования SMS/MMS отнимает ценные ресурсы, препятствуя развитию программного обеспечения

Отказ от шифрования SMS/MMS, зависимость от Google Cloud Messaging (GCM) и, как следствие, невозможность распространения через F-Droid побудило пользователей создать форк под названием SMSSecure, использующий в качестве канала только зашифрованные SMS/MMS-сообщения.

## Отзывы
Бывший сотрудник АНБ Эдвард Сноуден неоднократно одобрял приложения Open Whisper Systems. В своём выступлении на South by Southwest в марте 2014 года он похвалил TextSecure и RedPhone за простоту использования. В интервью The New Yorker в октябре 2014 года Сноуден рекомендовал использовать все разработки Мокси Марлинспайк и Open Whisper Systems. В видеоконференции на мероприятии, организованном университетом Райерсона и CJFE, Сноуден сказал, что он знает модель защиты Signal, и что он «очень хорош». На Reddit AMA в мае 2015 года на вопрос о приложениях для зашифрованного общения Эдвард порекомендовал «Signal для iOS, RedPhone/TextSecure для Android».
В октябре 2014 года Electronic Frontier Foundation (EFF) включил TextSecure в своё обновлённое руководство по защите от прослушивания. В ноябре 2014 года TextSecure получил максимальное количество баллов в списке защищённых средств связи, составленном EFF. Баллы в этой таблице начисляются по следующим критериям: сообщения защищены от прослушивания во время передачи по каналу связи, невозможность прослушивания со стороны сервера (end-to-end шифрование), возможность проверки личности собеседника, сохранение предыдущих сообщений в тайне в случае, если ключи скомпрометированы (forward secrecy), возможность независимой проверки кода (открытый исходный код), документированные алгоритмы защиты и недавние независимые аудиты безопасности. По состоянию на 25 августа 2015 года, такое же количество баллов имеют ChatSecure (в связке с Orbot), CryptoCat, Pidgin (с OTR), Silent Phone, Silent Text и секретные чаты Telegram.

## Особенности

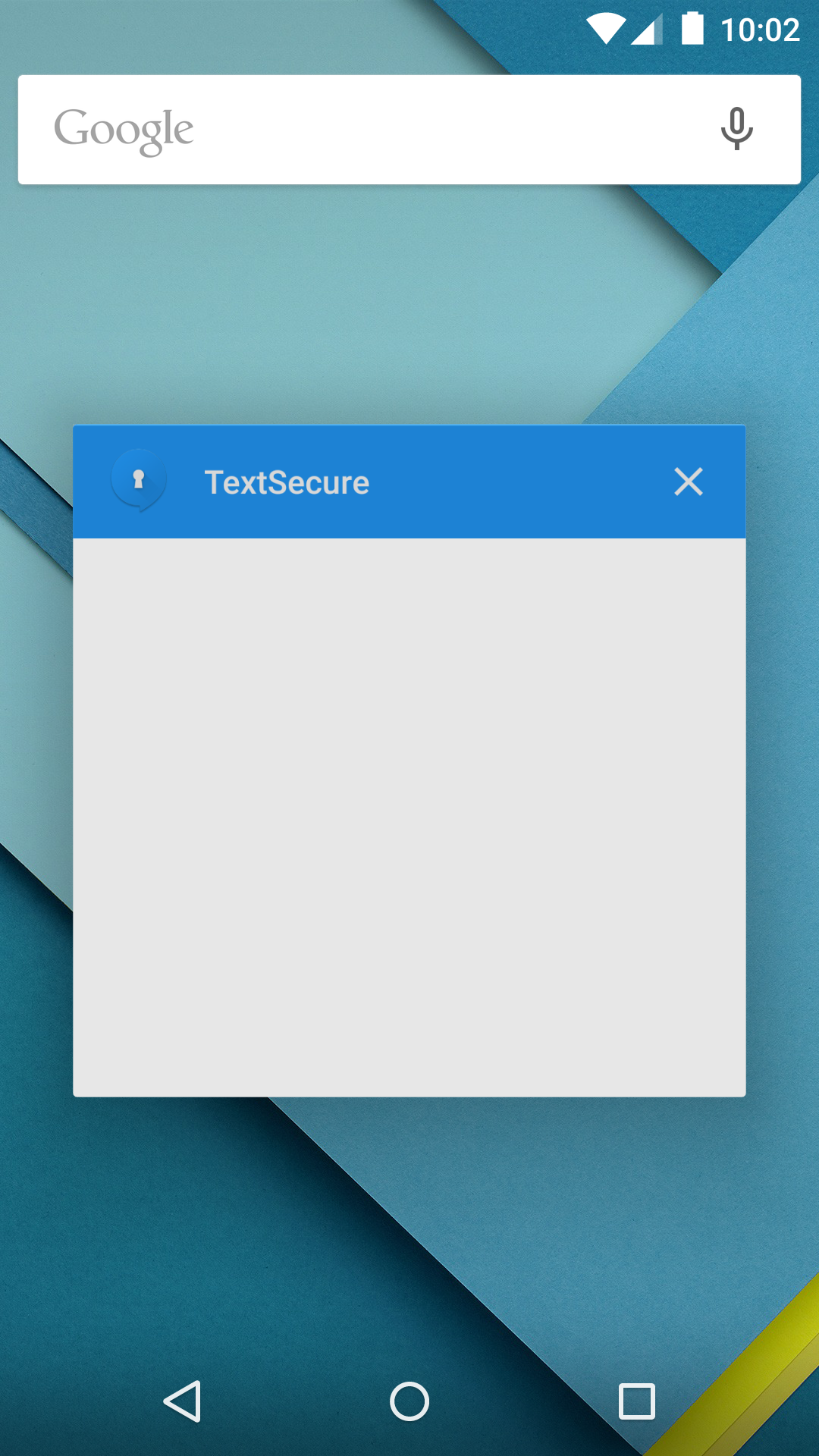
Приложение предотвращает снятие скриншотов

TextSecure позволяет отправлять зашифрованные текстовые и аудио-сообщения, фотографии, видео, контакты и смайлики через интернет-соединение (например, Wi-Fi, 3G или 4G) другим пользователям TextSecure и Signal, а также обмениваться обычными незашифрованными SMS и MMS с людьми, не использующими TextSecure или Signal.
Сообщения, отправленные с помощью TextSecure или Signal, автоматически зашифровываются на устройстве отправителя и расшифровываются на устройстве получателя, таким образом, сообщение может прочитать только тот, кому оно адресовано. Ключи, использующиеся для шифрования, хранятся только на устройстве пользователя и в случае, если включена защита приложения парольной фразой, защищены дополнительным слоем шифрования. В интерфейсе приложения зашифрованные сообщения отмечены значком замка.
TextSecure и Signal имеют встроенную функцию проверки подлинности собеседника для защиты от атак типа «человек посередине». Данная проверка может быть выполнена путём ручного сравнения отпечатков ключей на устройствах, либо сканированием QR-кода.
TextSecure и Signal позволяют общаться с группой людей. Групповые чаты также надёжно зашифрованы. Как и в обычных чатах, для них используется любое доступное интернет-соединение. При этом серверы не имеют доступа к метаданным группы, таким, как список участников, название группы и её аватар.
| Функция                     | Описание                                                                                               | Включена по умолчанию |
| --------------------------- | --- | --------------------- |
| Сообщения TextSecure        | Использует интернет-соединение для связи с пользователями TextSecure и Signal                          | Да                    |
| Парольная фраза             | Шифрует локальную базу сообщений и ключей, использующихся для шифрования сообщений                     | Нет                   |
| Тайм-аут парольной фразы    | Стирает парольную фразу из памяти по прошествии заданного промежутка времени                           | Нет                   |
| Защита экрана               | Блокирует возможность снятия скриншотов в самом приложении и списке недавних приложений                | Да                    |
| Удаление старых сообщений   | Удаляет старые сообщения, когда разговор достигает заданной длины                                      | Нет                   |
| Отчёт о доставке SMS        | Запрашивает отчёт о доставке каждого отправленного SMS-сообщения                                       | Нет                   |
| Исходящие SMS/MMS-сообщения | Отправка сообщений пользователям, не использующим TextSecure или Signal. Такие сообщения не шифруются. | Нет                   |